# Giovanni Abagnale
Giovanni Abagnale (Gragnano, 11 gennaio 1995) è un canottiere italiano vincitore della medaglia di bronzo ai Giochi olimpici di Rio de Janeiro 2016 nel due senza.

## Biografia
Ha rappresentato l'Italia ai Giochi olimpici estivi di Rio de Janeiro 2016, dove ha vinto il bronzo nel due senza, in coppia con Marco Di Costanzo.
Ai mondiali di Sarasota 2017, ha vinto l'argento nel 4 senza.
Ha fatto la sua seconda apparizione olimpica a Tokyo 2020, classificandosi 11º nel due senza.
Ai Giochi olimpici di Parigi 2024, termina 4º in finale nel quatto senza, assieme a Nicholas Kohl, Matteo Lodo e Giuseppe Vicino.

## Palmarès
- Giochi olimpici

Rio de Janeiro 2016: bronzo nel due senza
- Campionati del mondo di canottaggio

Sarasota 2017: argento nel 4 senza.
- Campionati europei di canottaggio

Belgrado 2014: bronzo nel 4 senza.
Račice 2017: oro nel 4 senza.
Poznań 2020: argento nel 4 senza.